# Cogswell (Dacota do Norte)
Cogswell é uma cidade localizada no estado norte-americano de Dacota do Norte, no Condado de Sargent.

## Demografia
Segundo o censo norte-americano de 2000, a sua população era de 165 habitantes.
Em 2006, foi estimada uma população de 153.

## Geografia
De acordo com o United States Census Bureau tem uma área de 0,9 km², totalmente cobertos por terra. Cogswell localiza-se a aproximadamente 397 m acima do nível do mar.

## Localidades na vizinhança
O diagrama seguinte representa as localidades num raio de 24 km ao redor de Cogswell.